# تالار موسیقی رادیو سیتی
۴۰°۴۵′۳۵″ شمالی ۷۳°۵۸′۴۵″ غربی / ۴۰٫۷۵۹۷۲°شمالی ۷۳٫۹۷۹۱۷°غربی
تالار موسیقی رادیو سیتی یا شهر رادیو (به انگلیسی:Radio City Music Hall) مکانی تفریحی واقع در راکفلر سنتر شهر نیویورک است. نام مستعار این مکان نمایشگاه ملت(به انگلیسی:Showplace of the Nation)است. در سال ۱۹۷۸ داخل این تالار به عنوان یکی از لندمارک‌های شهر نیویورک
اعلام شد. این تالار موسیقی در ۲۷ دسامبر ۱۹۳۲ بازگشایی شد.

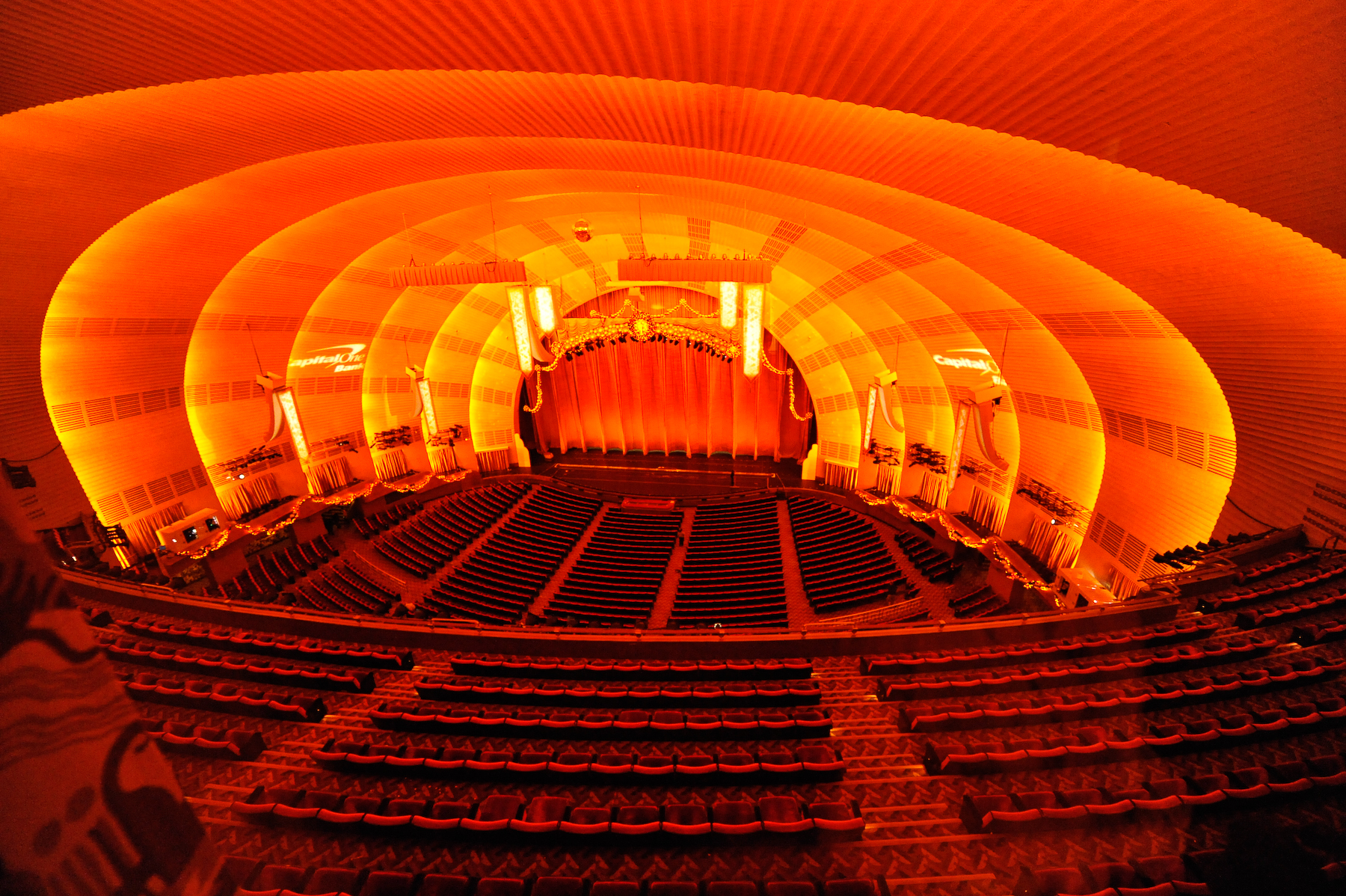

مشارکت‌کنندگان ویکی‌پدیا. «Radio City Music Hall». در دانشنامهٔ ویکی‌پدیای انگلیسی، بازبینی‌شده در ۳۰ نوامبر ۲۰۱۱.

## نگارخانه

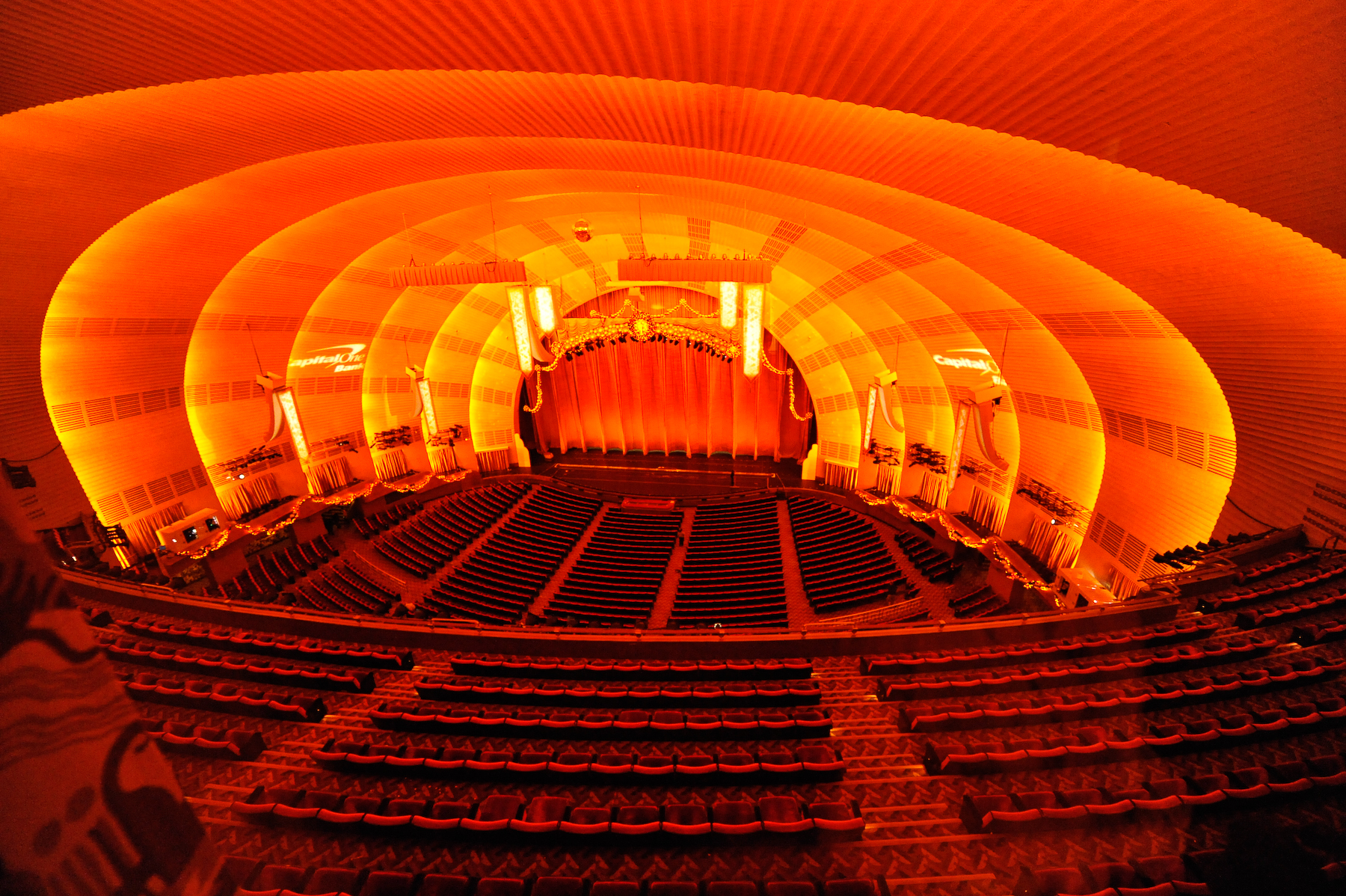
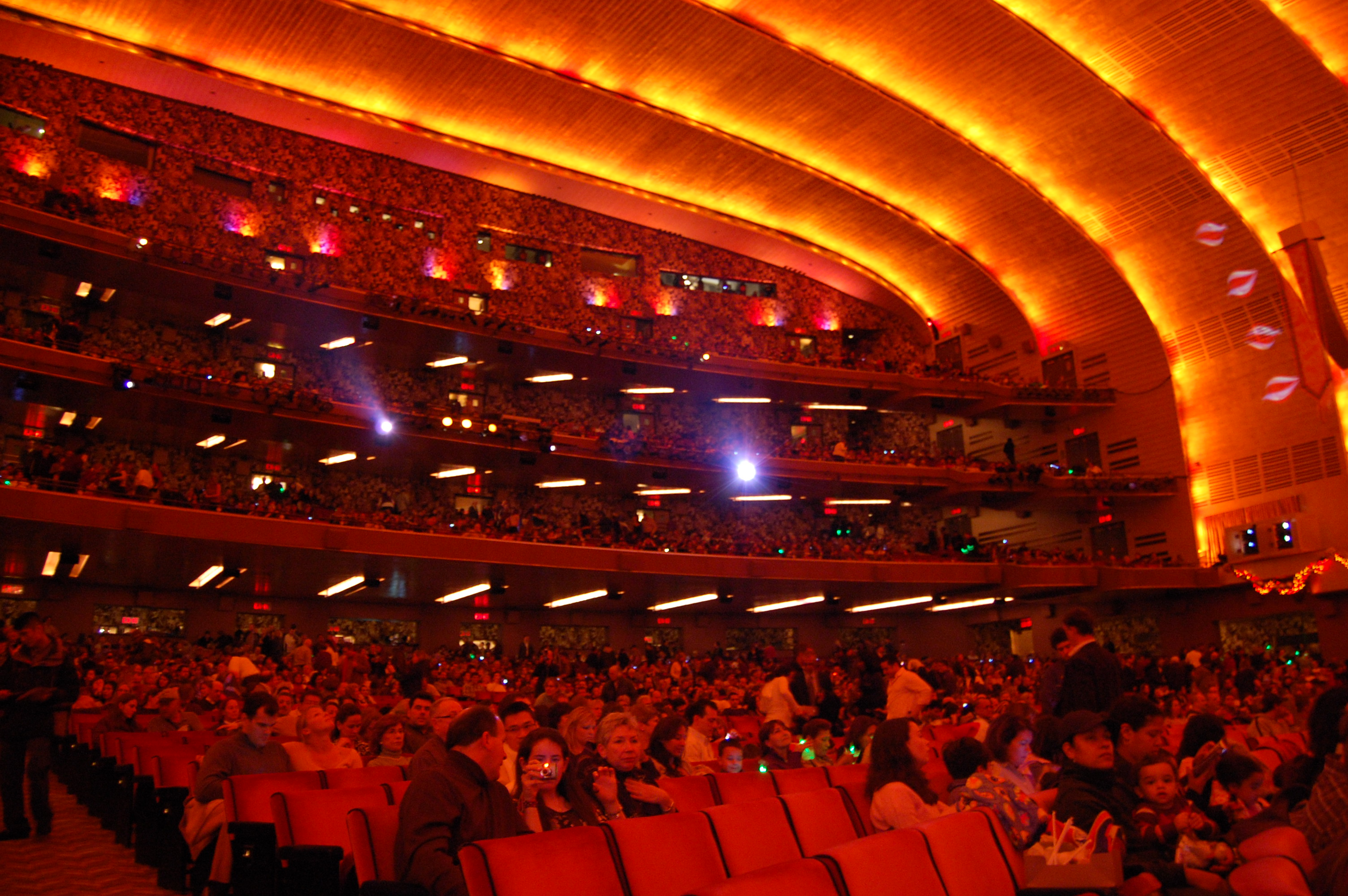
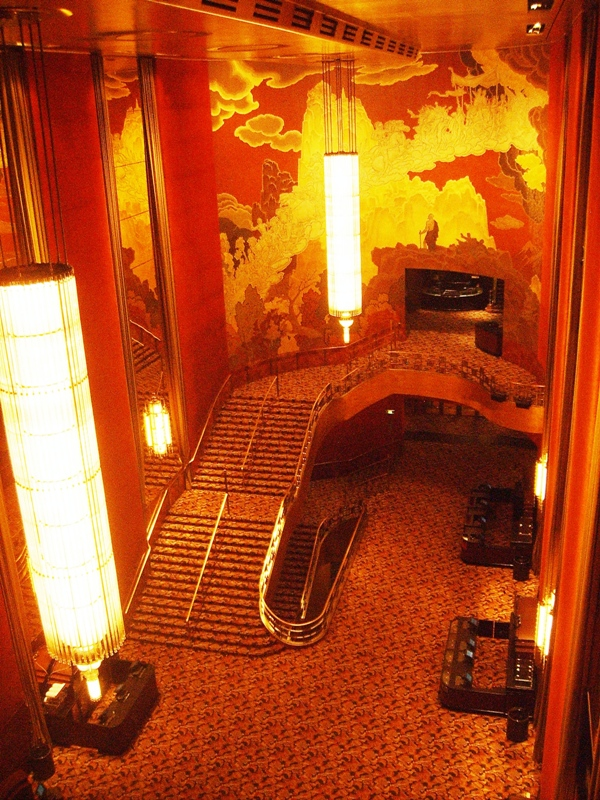
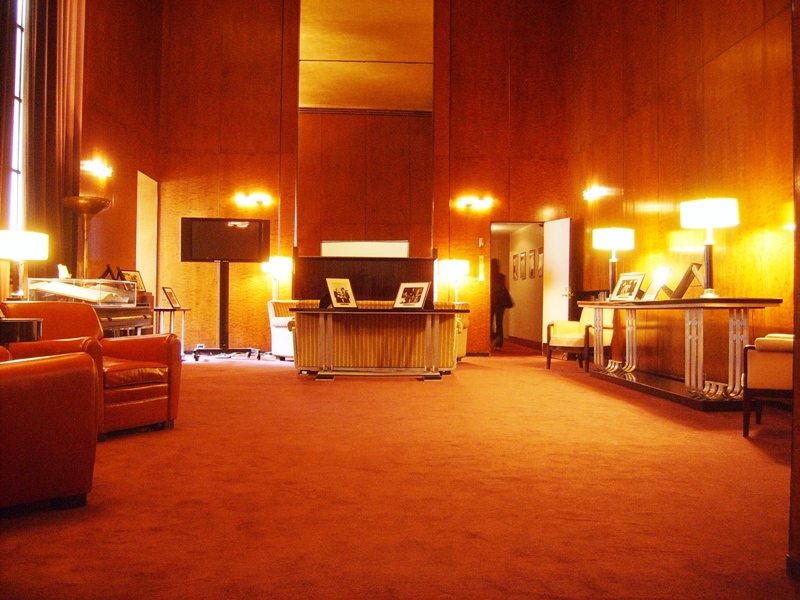
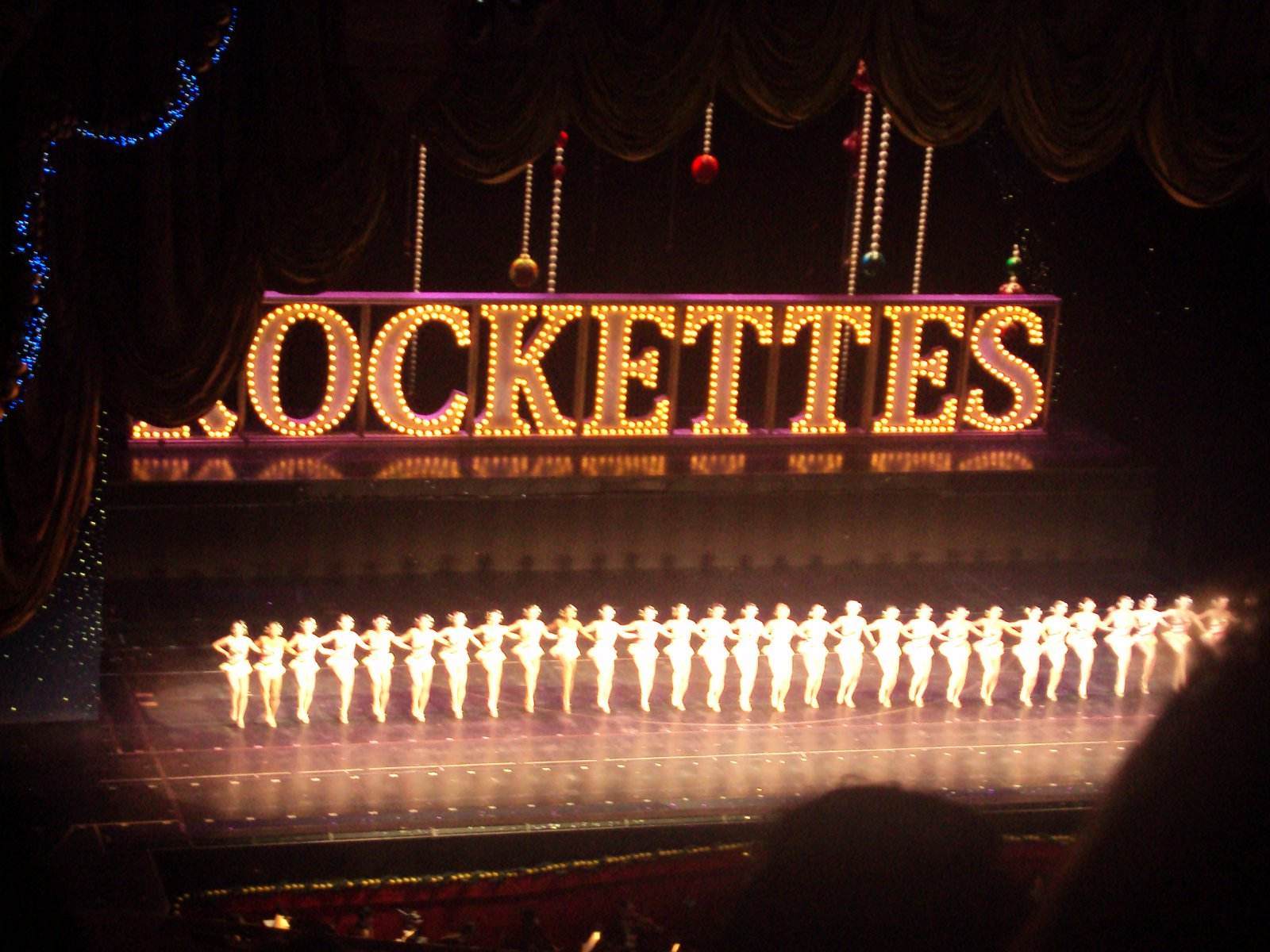
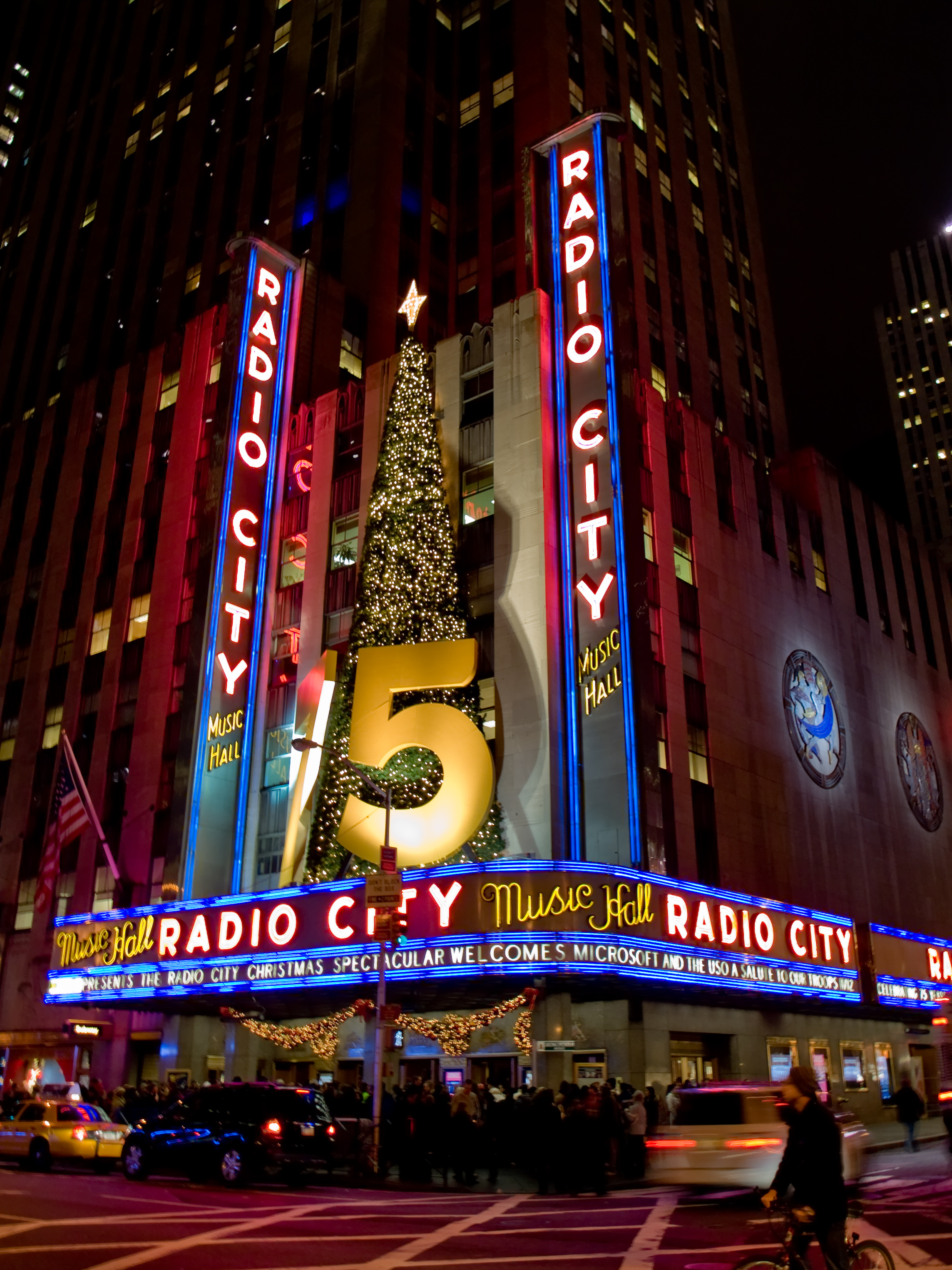
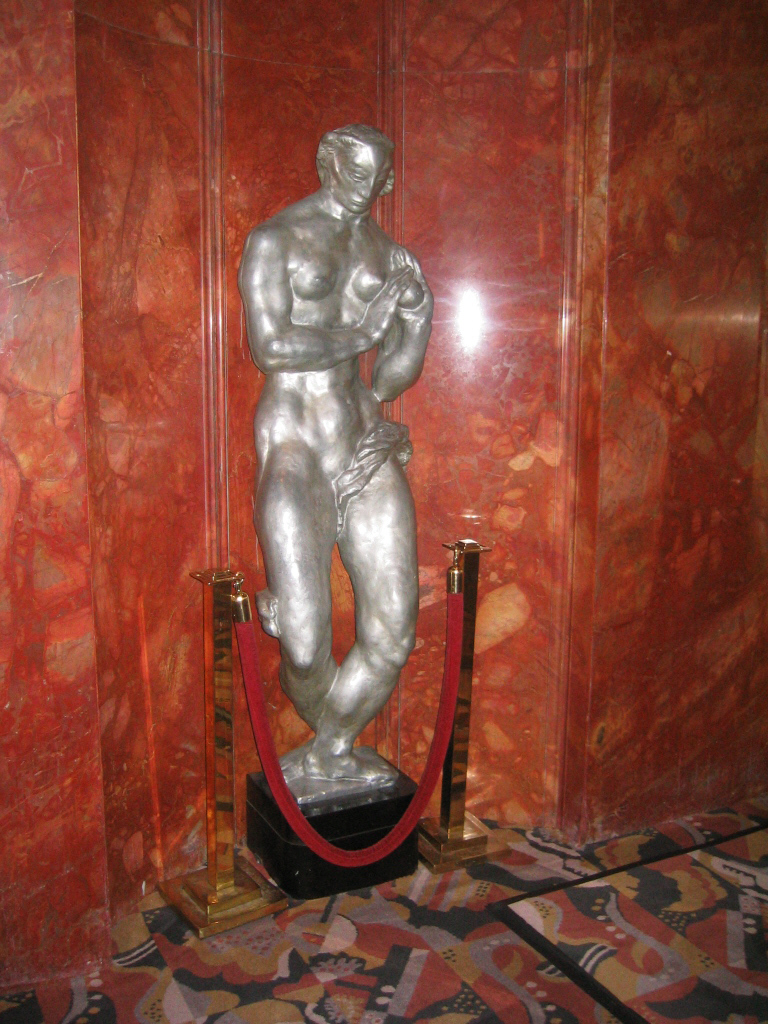
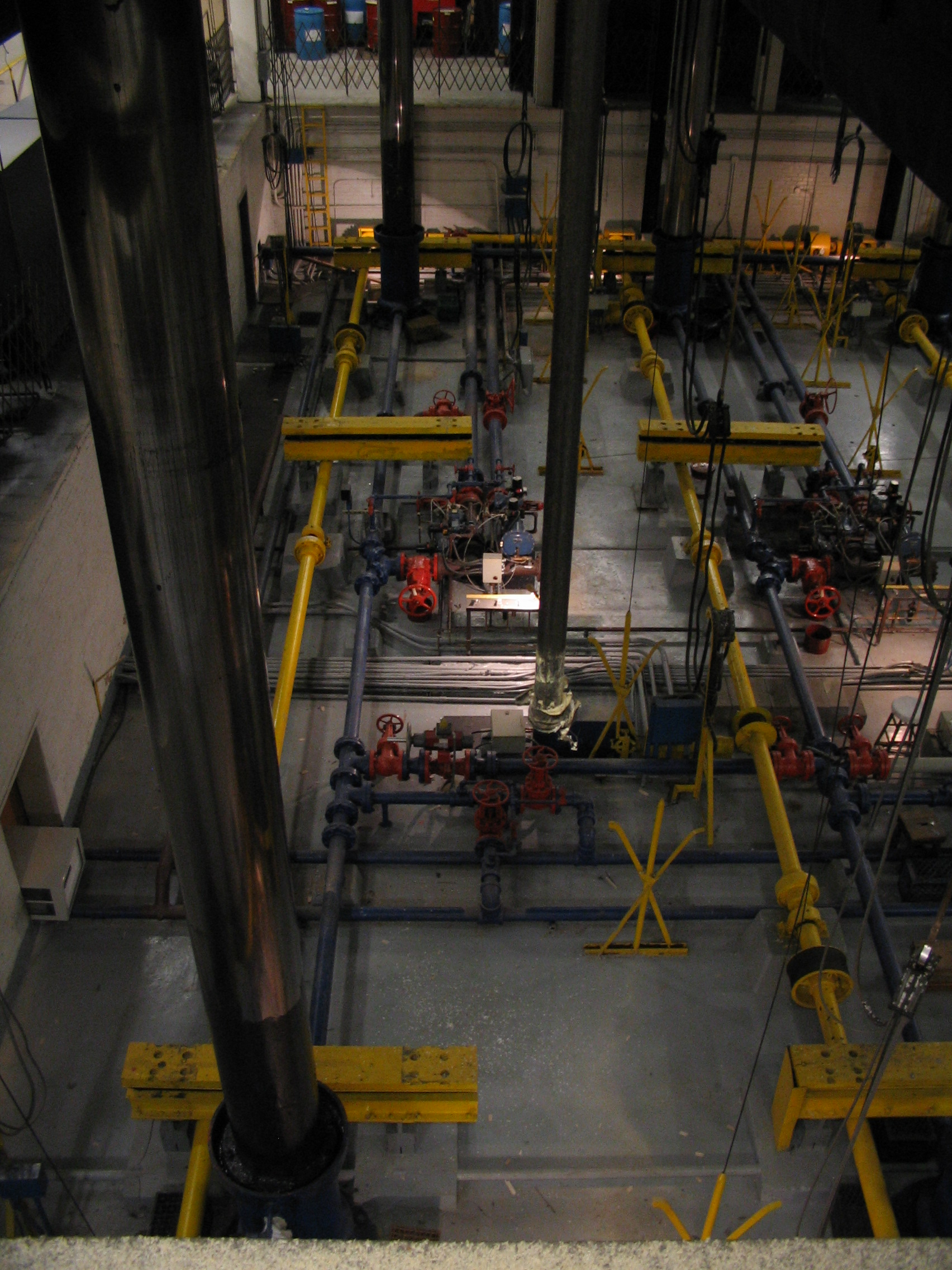
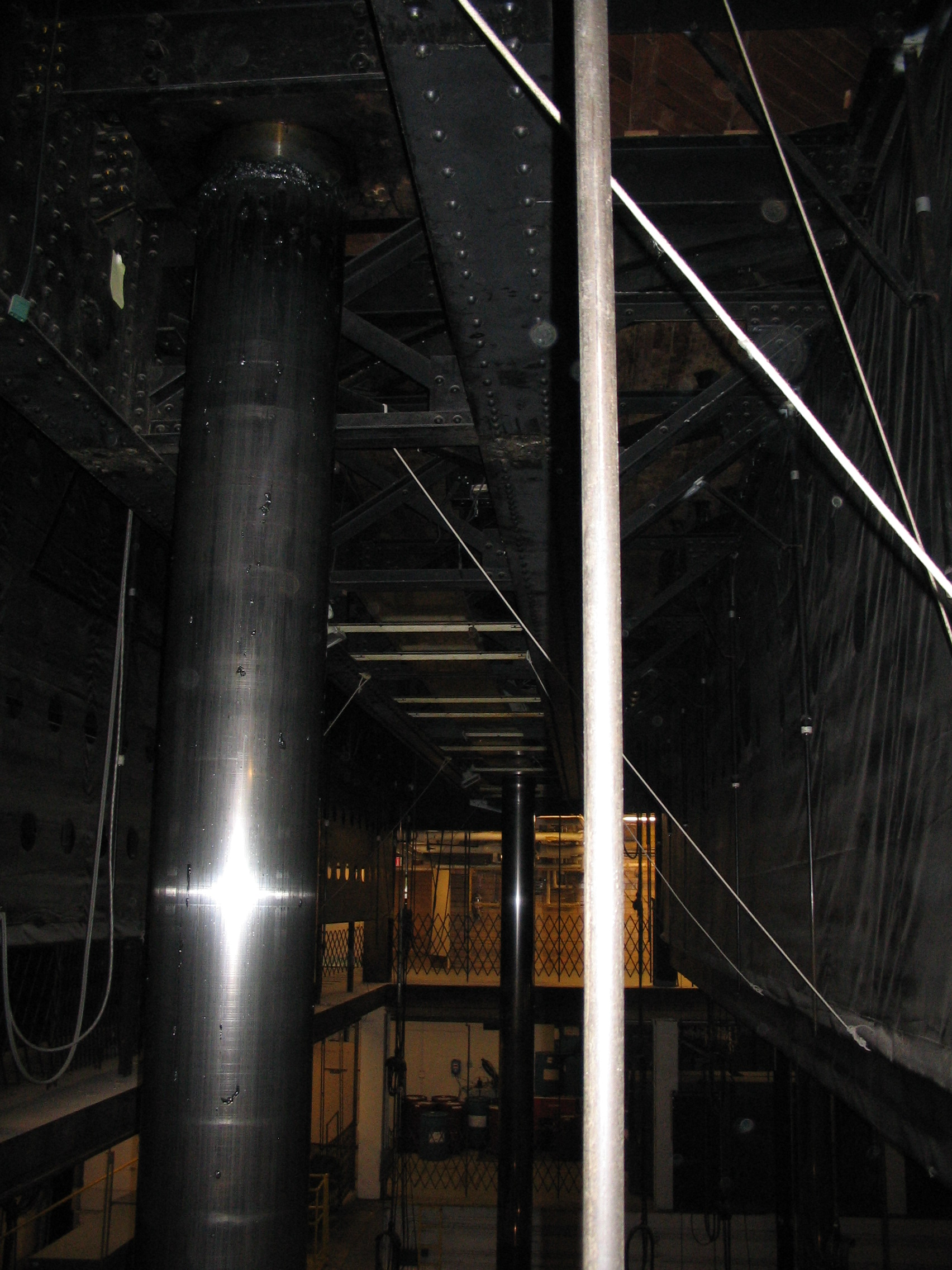